# State of the World Tour
Tournées par Janet Jackson
Unbreakable World Tour
(2015-2016) Black Diamond World Tour
(2020-)
State of the World Tour est la huitième tournée de la chanteuse Janet Jackson. Le nom de la tournée s'inspire de la chanson State of the World de l'album Rhythm Nation 1814.

## Historique
Janet Jackson avait dû interrompre sa tournée Unbreakable World Tour pour donner naissance à un petit garçon appelé Eissa ; cette tournée est donc la continuation de celle-ci. Dans le courant du mois d'avril 2017, elle divorce de son mari Weissa Al Mana, avec qui elle était en couple depuis 2012. Elle déclare qu'elle ne se sentait pas libre de faire ce qu'elle souhaitait. En mai 2017, Janet Jackson annonce la tournée,,.

## Programme de la tournée

### 1repartie (2017)
1. The Knowledge
2. State of the World
3. BURNITUP!
4. Nasty
5. Feedback
6. Miss You Much
7. Alright
8. You Want This
9. Control
10. What Have You Done For Me Lately
11. The Preasure Principle
12. Escapade
13. When I Think of You
14. All for You
15. All Nite (Don't Stop)
16. Love Will Never Do (Without You)
17. Again (vidéo d'introduction)
18. Twenty Foreplay
19. Where Are You Know
20. Come Back To Me
21. The Body That Loves You
22. Spending Time With You
23. No Sleeep
24. Got ‘til It's Gone
25. That's The Way Love Goes
26. Island Life
27. Throb
28. Together Again
29. What About
30. If
31. Rhythm Nation
32. Black Eagle
33. New Agenda
34. Dammn Baby
35. I Get Lonely
36. Well Traveled

### 2epartie (2018/2019)
1. The Skin Game (Part 1)
2. The Knowledge
3. BURNITUP!
4. Nasty
5. Feedback
6. Miss You Much
7. Alright
8. You Want This
9. Control
10. What Have You Done For Me Lately
11. The Preasure Principle
12. Love Will Never Do (Without You)
13. When I Think of You
14. All for You
15. All Nite (Don't Stop)
16. Runaway
17. When We Oooo
18. Feels So Right
19. Doesn't Really Matter
20. Come Back To Me / Let's Wait Awhile (vidéo d'introduction)
21. Funny How Time Flies (When You're Having Fun)
22. Truth
23. I Get Lonely
24. Any Time , Any Place
25. What's It Gonna Be!?
26. No Sleeep
27. Got ‘til It's Gone
28. That's the Way Love Goes
29. So Much Betta
30. Throb
31. Together Again
32. What About
33. You Ain't Right
34. If
35. Scream / Rhythm Nation
36. State Of The World
37. Made for Now